# Chiesa della Beata Vergine Immacolata (Oschiri)
La chiesa della Beata Vergine Immacolata è un edificio religioso situato a Oschiri, centro abitato della Sardegna settentrionale.
Edificata intorno al 1756 e consacrata al culto cattolico, è sede dell'omonima parrocchia e fa parte della diocesi di Ozieri.

## Galleria d'immagini

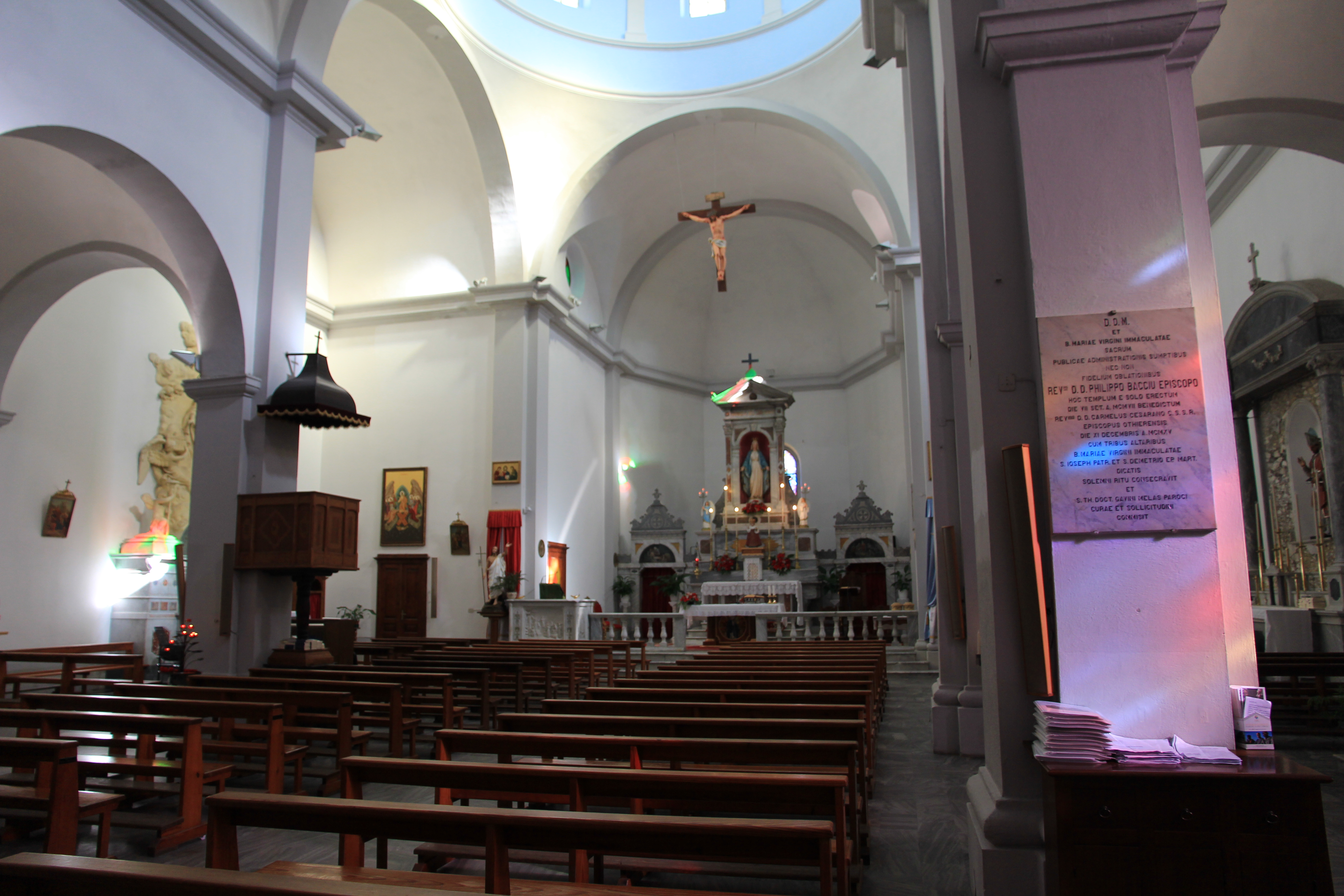
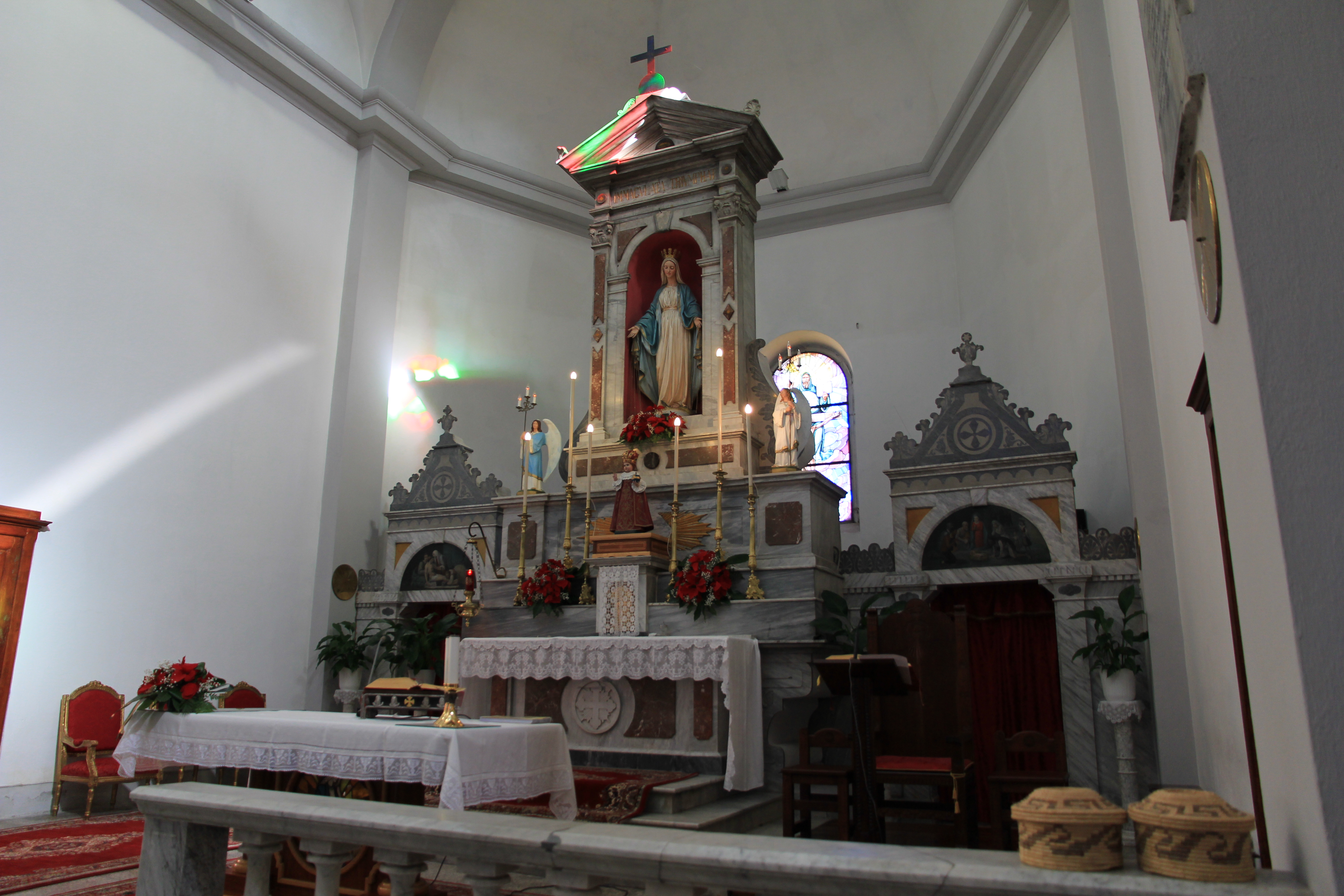
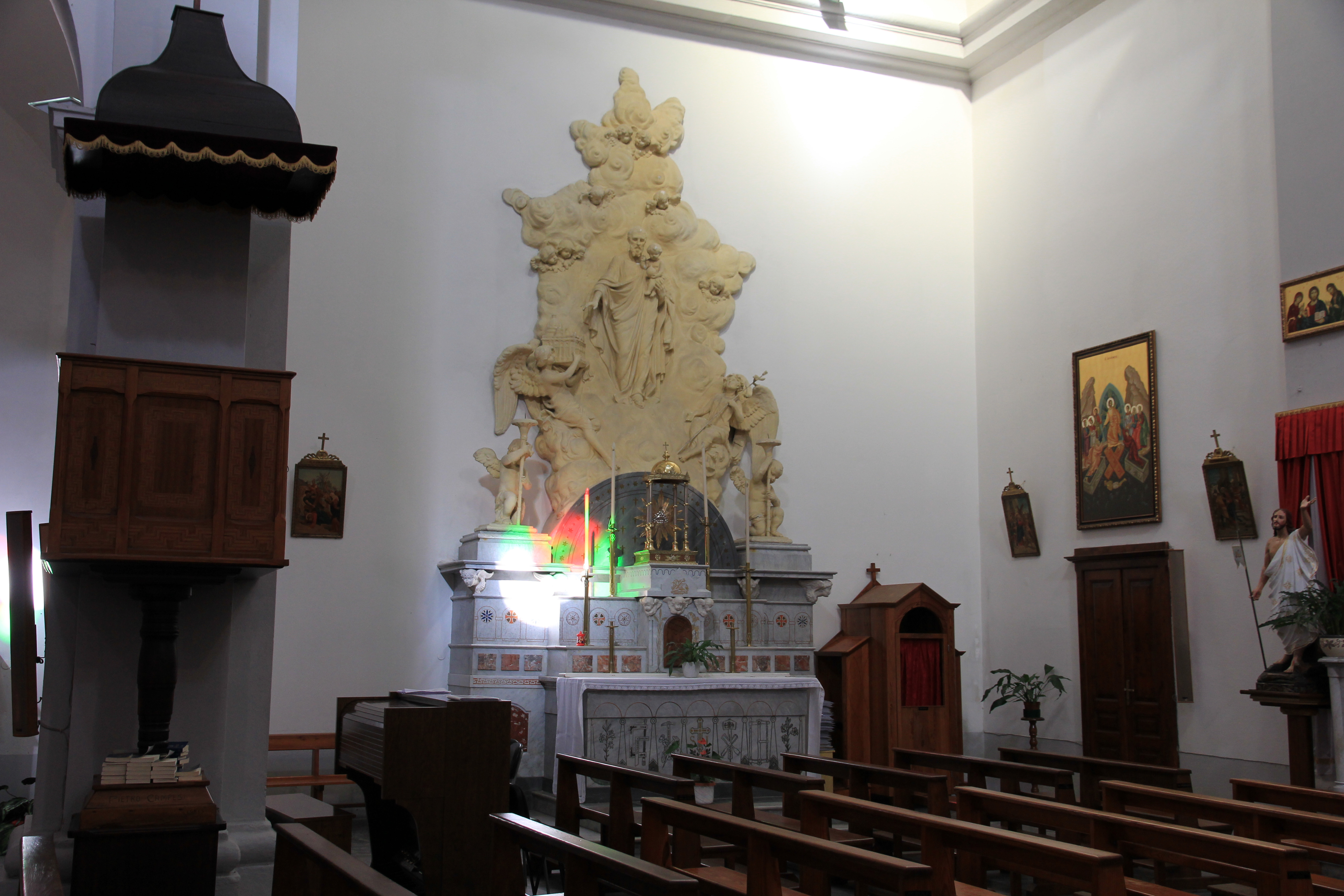
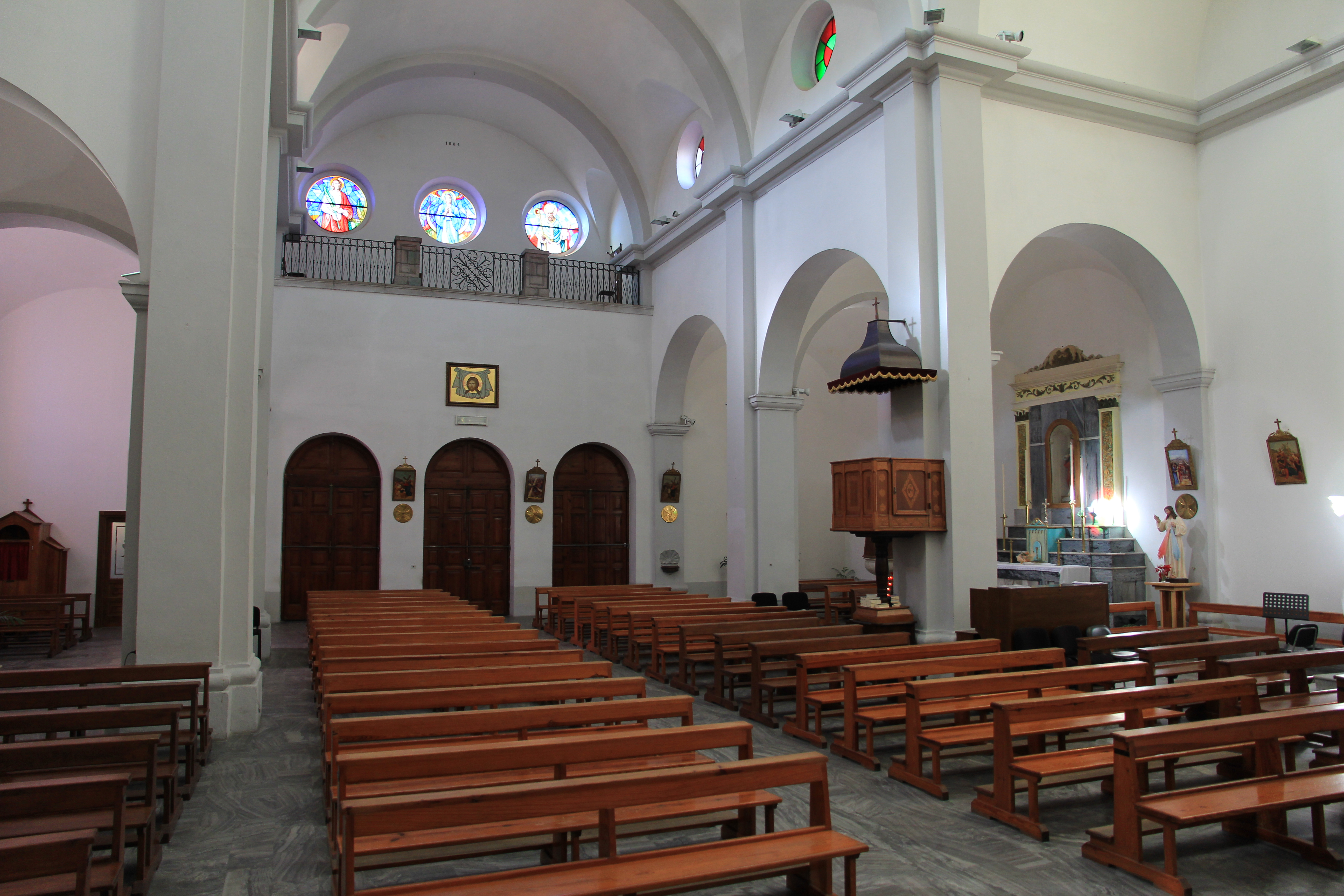